# Robert Paul Marie de Guise
Robert Paul Marie de Guise, né le 5 juin 1872 à Paris et mort le 7 décembre 1940 à Maisons-Laffitte, est un administrateur colonial dans diverses colonies de l'Empire colonial français.

## Biographie
Robert Paul Marie de Guise est un administrateur colonial dans diverses colonies de l'Empire colonial français. Alors qu'il était gouverneur de Guinée, il était décrit comme un « Négro-phobe et snob » qui «détestait être ici». Son journal de l'époque était plein de passages qui étaient à parts égales «un mal du pays mélancolique » et des «divagations racistes». Au cours de son bref mandat de gouverneur de Guinée, il a opposé son veto à de nombreuses propositions visant à améliorer les infrastructures de la colonie, estimant que cela constituerait un gaspillage d'argent et de ressources .

## Vie privée
Robert Paul Marie de Guise est fils d'Achille de Guise et de Sophie Lecrosnier. Il s'est marié le 1er décembre 1924 avec Marie Elisabeth Renée BARZILAY .  Il avait eu auparavant une relation avec Julia RAZAFINANDRIATOLORO, une indigène Malgache avec laquelle il a eu trois enfants : Félix-Robert en 1899, Carmen en 1901 et Marthe en 1903.